# Gymnodamaeus umbraticus
Gymnodamaeus umbraticus är en kvalsterart som beskrevs av Adilson D. Paschoal 1982. Gymnodamaeus umbraticus ingår i släktet Gymnodamaeus och familjen Gymnodamaeidae. Inga underarter finns listade i Catalogue of Life.